# アンナ・ハイアット・ハンティントン

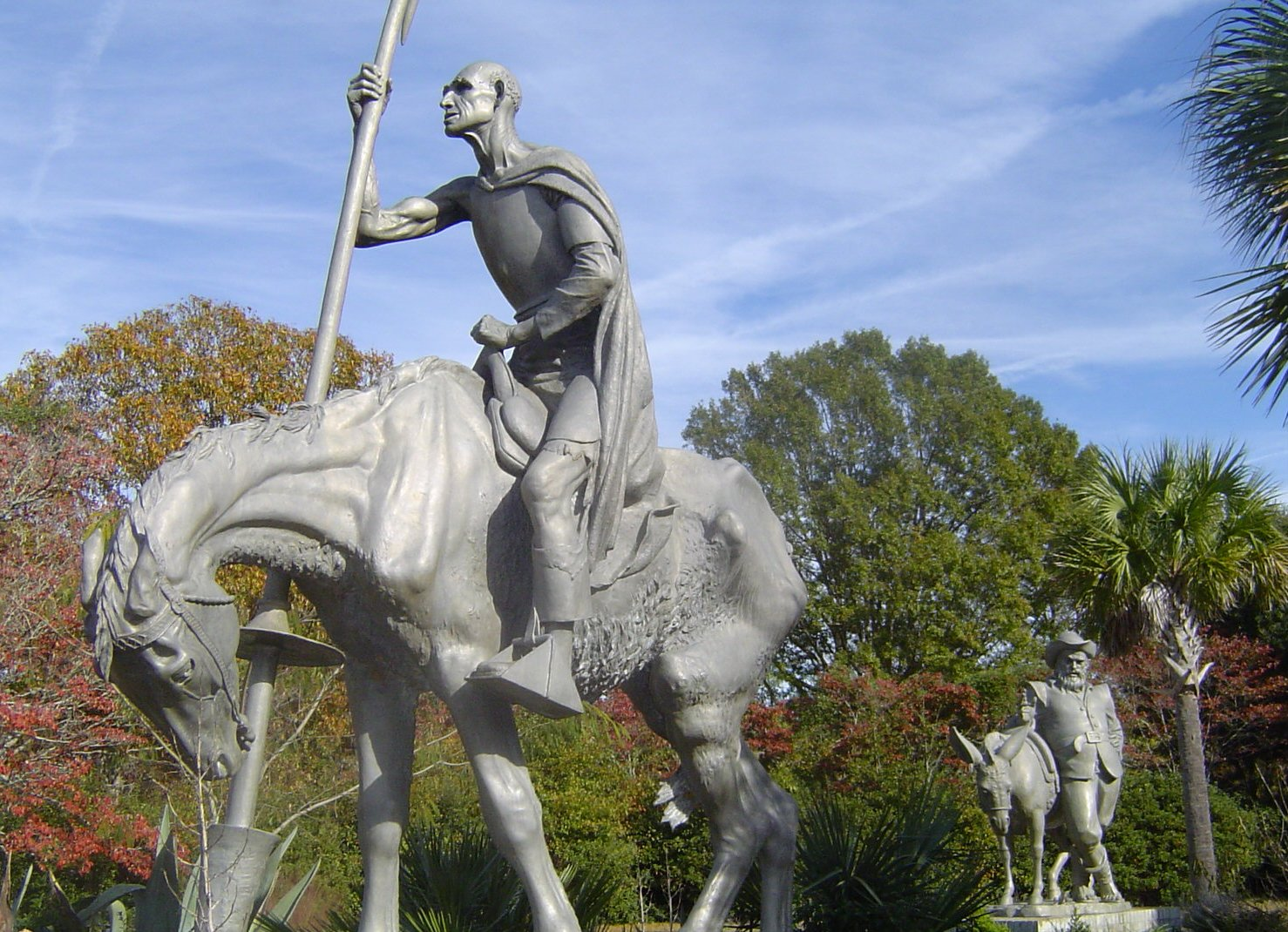
ブルックグリーン彫刻庭園のアンナ・ハイアット・ハンティントン作のドンキホーテ像

アンナ・ハイアット・ハンティントン（Anna Hyatt Huntington、1876年5月10日 - 1973年10月4日）は、アメリカ合衆国の彫刻家である。裕福な一族の出身の学者アーチャー・ミルトン・ハンティントンの配偶者であった。

## 略歴
マサチューセッツ州のケンブリッジに生まれた。母親のオーデラ・ビーブ・ハイアット（Audella Beebe Hyatt: 1840-1932）はイラストストレーター、水彩画家で、父親のアルフュース・ハイアット（Alpheus Hyatt: 1838-1902）はハーバード大学の動物学、古生物学の教授であった。母親は父親の著書の図版を描いた。姉のハリエト（Harriet Hyatt Mayor: 1868-1960）は画家、彫刻家になり、姉の影響で彫刻家になったともされる。1900年にボストンの美術クラブの展覧会に作品を出展した。
父親の影響を受けて動物や動物解剖学の知識を学び、ボストンの彫刻家のヘンリー・ハドソン・キットソン（Henry Hudson Kitson: 1865-1947）に学んだが、キットソンの動物彫刻が動物解剖学的に正しくないと指摘したことで破門されたとする伝説もある。1902年に父親が亡くなった後、ニューヨークに移り、アート・スチューデンツ・リーグ・オブ・ニューヨークでハーモン・アトキンス・マクニール（1866-1947）やガットスン・ボーグラム（1867-1941）に学び、ニューヨークの動物園で動物の研究に時間を費やした。
1906年ころから数年間イギリスやナポリ、パリを旅した。フランス、ロワール＝エ＝シェール県のブロワにジャンヌ・ダルク像を制作し、1915年にフランスの教育功労章、1920年にレジオンドヌール勲章（シュヴァリエ）を受勲した。
47歳になった1923年に鉄道王の養子で裕福な慈善家のアーチャー・ミルトン・ハンティントン（Archer Milton Huntington:  1870-1955）と結婚した。夫妻はニューヨークに住み、冬の間はサウスカロライナ州のハンティントンビーチのアタラヤ城などで暮らした。夫と北アフリカを含む多くの旅行をした。1928年アムステルダムオリンピックの芸術競技の彫刻部門に参加した。1932年にアーチャー・ミルトン・ハンティントンはハンティントンビーチ州立公園（Huntington Beach State Park）内に彫刻庭園（Brookgreen Gardens）を造るなど、美術の普及に貢献した。
1955年にアーチャー・ミルトン・ハンティントンは亡くなり、1973年にコネチカット州フェアフィールド郡のレディング（Redding）で亡くなった。

## 作品

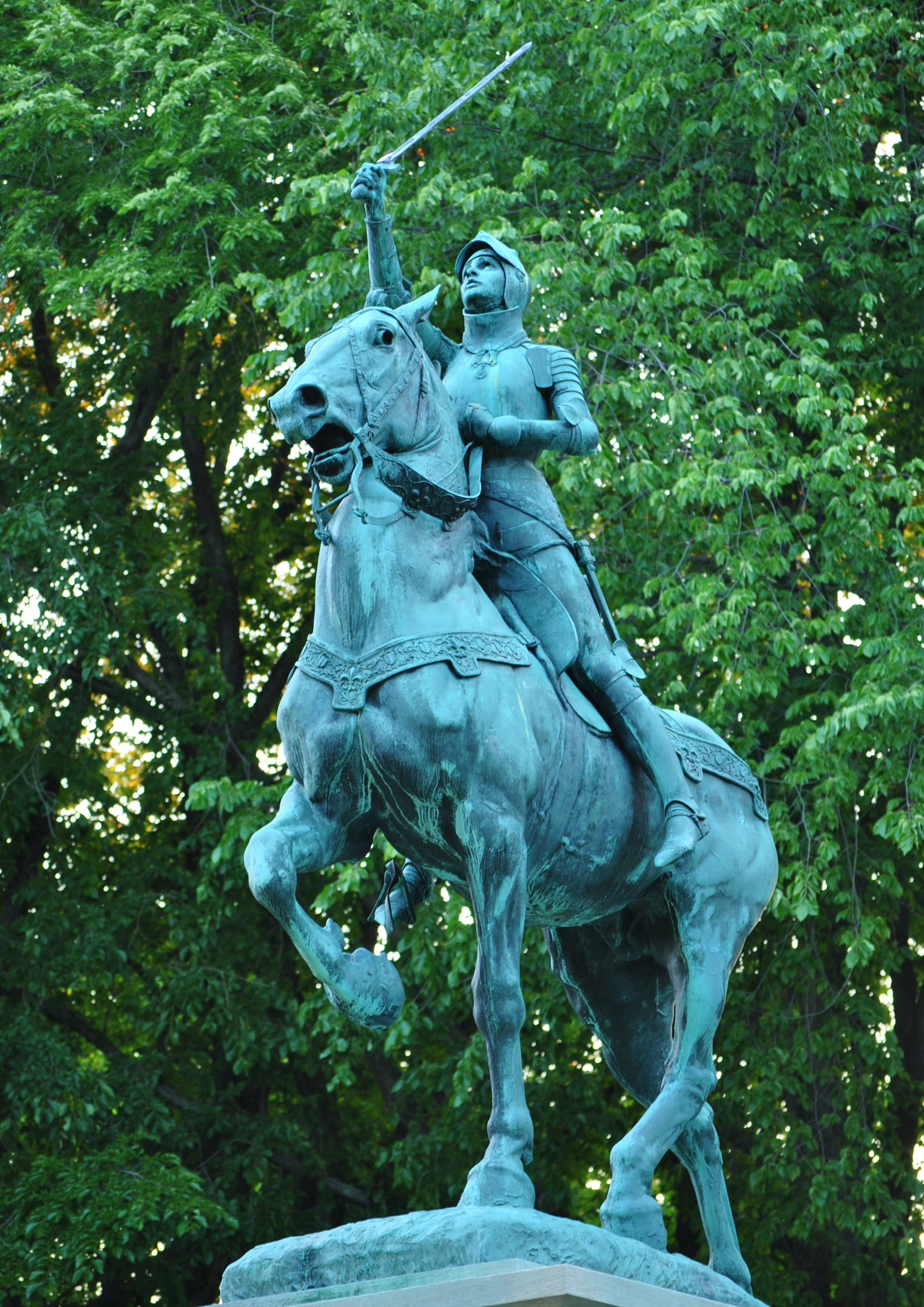
ケベックのBattlefields Parkのジャンヌ・ダルク像
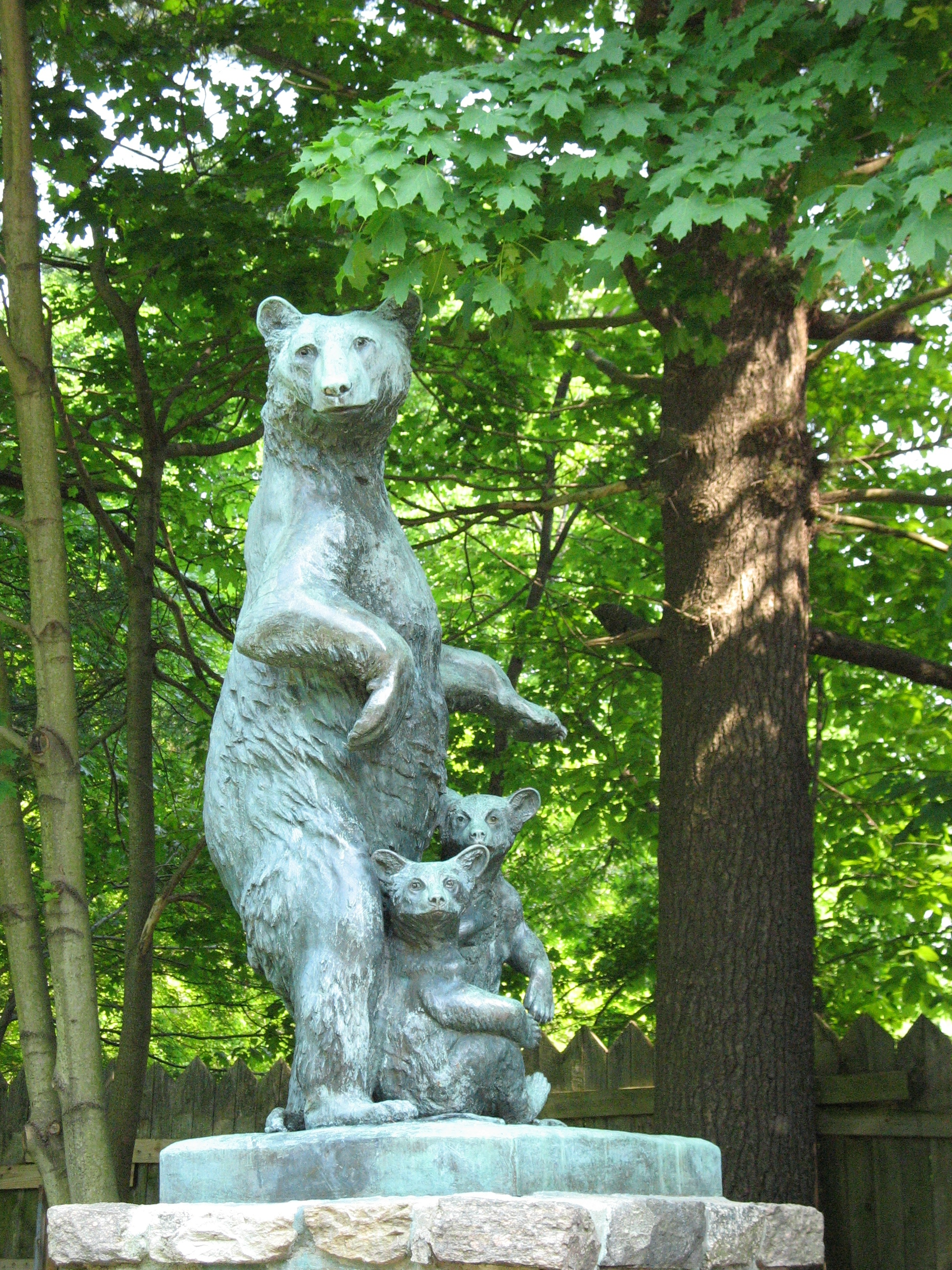
ハンティントン公園の熊の親子
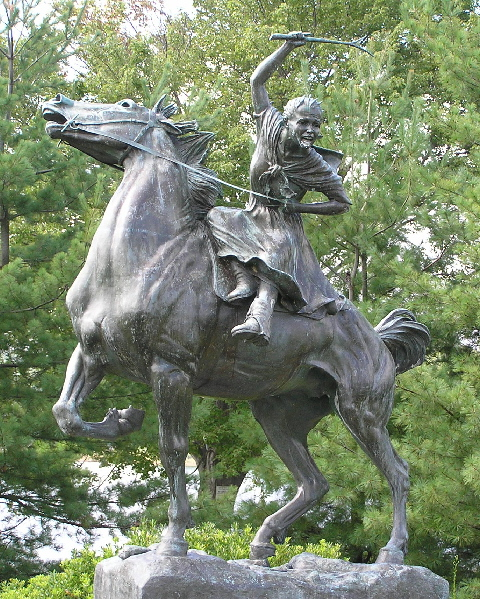
カーメル (ニューヨーク州)のシビル・ルディントン像